# Chionobathyscus dewitti
Chionobathyscus dewitti is een straalvinnige vissensoort uit de familie van krokodilijsvissen (Channichthyidae). De wetenschappelijke naam van de soort is voor het eerst geldig gepubliceerd in 1978 door Andriashev & Neyelov.